# Кречњак
Кречњаци су најраспрострањеније карбонатне стене и једне од најраспрострањенијих седиментних стена уопште. Састављени су од калцита али су ретко сасвим чисти. Обично садрже хемијске примесе гвожђа, мангана и магнезијума, затим примесе глине, зрна песка, органску материју и др. Кречњак се формира када се минерали калцит и арагонит таложе из воде која садржи растворени калцијум. То се може одвијати кроз биолошке и небиолошке процесе, мада су биолошки процеси вероватно били важнији у последњих 540 милиона година. Кречњак често садржи фосиле, а они пружају научницима информације о древном окружењу и о еволуцији живота.
Око 20% до 25% седиментне стене је карбонатна стена, а већина је кречњак. Преостала карбонатна стена је углавном доломит, блиско повезана стена, која садржи висок проценат минерала доломитa, CaMg(CO
3)
2. Магнезијски кречњак је застарео и лоше дефинисан израз који се различито користи за доломит, за кречњак који има значајан садржај доломита (доломитни кречњак), или за било који други кречњак који садржи значајан проценат магнезијума. Већина кречњака настала је у плитким морским срединама, попут континенталних прагова или платформи, мада су мање количине настале у многим другим срединама. Велики део доломита је секундарни доломит, настао хемијском променом кречњака. Кречњак је изложен на великим деловима Земљине површине, а пошто је кречњак у извесној мери растворљив у кишници, та изложеност често доводи до ерозије и настаје крашки пејзаж. Већина пећинских система налази се у кречњачким стенама.
Кречњак има бројне употребе: као грађевински материјал, битна компонента бетона (портланд цемент), као агрегат за подлогу путева, као бели пигмент или пунило у производима као што су пасте за зубе или боје, као хемијско сировина за производњу креча, као средство за побољшање тла, и као популаран украсни додатак каменим баштама. Формације кречњака садрже око 30% светских резервоара нафте.

## Опис
Кречњак се састоји углавном од минерала калцита и арагонита, који су различити кристални облици калцијум карбоната (CaCO
3). Доломит, CaMg(CO
3)
2, је неуобичајен минерал у кречњаку, а сидерит или други карбонатни минерали су ретки. Међутим, калцит у кречњаку често садржи неколико процената магнезијума. Калцит у кречњаку је подељен на калцит са ниским и високим садржајем магнезијума, са линијом поделе у саставу на концентрацији 4% магнезијума. Калцит са високим садржајем магнезијума задржава минералну структуру калцита, која се разликује од доломита. Арагонит обично нема значајан садржај магнезијума. Већина кречњака је иначе хемијски прилично чиста, са кластичним седиментима (углавном ситнозрнастим кварцним и глиненим минералима) који чине мање од 5% до 10% састава. Органске материје обично чине око 0,2% кречњака и ретко прелазе 1%.
Кречњак често садржи променљиве количине силицијум диоксида у облику рожњака или силицијумских скелетних фрагмената (као што су сунђерасте спикуле, дијатомеје или радиоларије). Фосили су такође чести у кречњаку.
Кречњак је обично беле до сиве боје. Кречњак који је необично богат органским материјама може бити готово црне боје, док трагови гвожђа или мангана могу дати кречњаку беличасте до жуте до црвене боје. Густина кречњака зависи од његове порозности, која варира од 0,1% за најгушћи кречњак до 40% за креду. Густина се, према томе, креће од 1,5 до 2,7 g/cm3. Иако релативно мекан, са Мосовом тврдоћом од 2 до 4, густи кречњак може имати јачину дробљења до 180 MPa. Поређења ради може се напоменути да бетон типично има чврстоћу при дробљењу од око 40 MPa.
Иако кречњаци показују малу варијабилност у саставу минерала, они показују велику разноликост у текстури. Међутим, већина кречњака састоји се од зрна величине песка у карбонатној матрици блата. Пошто су кречњаци често биолошког порекла и обично су састављени од талога који се таложи близу места где је настао, класификација кречњака се обично заснива на врсти зрна и садржају муља.

### Зрна
Већина зрна у кречњаку су скелетни фрагменти морских организама попут корала или фораминифера. Ови организми луче структуре направљене од арагонита или калцита и остављају те структуре након што умру. Остала карбонатна зрна која сачињавају кречни камен су ооиди, пелоиди и кречни седименти (интракласти и екстракласти).
Скелетна зрна имају састав који одражава организме који су их произвели и животну средину у којој су настали. Скелетна зрна калцита са ниским садржајем магнезијума типична су за зглобне брахиоподе, планктонске (слободно плутајуће) фораминифере и коколите. Скелетна зрна калцита са високим садржајем магнезијума типична су за бентоске фораминифере (настањене на дну), бодљокошце и коралне алге. Скелетна зрна арагонита типична су за мекушце, кречњачке зелене алге, строматопороиде, корале и цевне црве. Скелетна зрна такође одражавају специфичне геолошке периоде и окружења. На пример, зрна корала су чешћа у високоенергетским срединама (које карактеришу јаке струје и турбуленције), док су зрна брајозоана чешћа у нискоенергетским срединама (које карактерише тиха вода).
Ооиди (који се понекад називају и оолити) су зрна величине песка (пречника мање од 2 mm) која се састоје од једног или више слојева калцита или арагонита око централног кварцног зрна или минералног фрагмента карбоната. Они се вероватно формирају директним таложењем калцијум карбоната на ооид. Пајсолити су слични ооидима, али су већи од 2 mm у пречнику и теже неправилнијем облику. Кречњак састављен углавном од ооида назива се оолит или понекад оолитски кречњак. Ооиди се формирају у високоенергетским окружењима, као што је платформа Бахама, а оолити типично показују укрштање и друге карактеристике повезане са таложењем у јаким струјама.
Онколити подсећају на ооиде, али показују радијалну, а не слојевиту унутрашњу структуру, што указује на то да су их формирале алге у нормалном морском окружењу.
Пелоиди су зрна микрокристалног карбоната без структуре која се вероватно производе различитим процесима. Сматра се да су многи фекални пелети које производе морски организми. Друге могу произвести ендолитске (досадне) алге или други микроорганизми или разградњом шкољки мекушаца. Тешко их је видети у узорку кречњака осим у танком пресеку и ређе се јављају у старим кречњацима, вероватно зато што их сабијање карбонатних седимената омета.
Кречнокласти су фрагменти постојећих кречњачких или делимично литификованих карбонатних седимената. Интракласти су кречњаци који потичу близу места где су депоновани у кречњаку, док екстракласти долазе изван подручја таложења. Интракласти укључују грожђано камење, које је скуп пелоида цементираних органским материјалом или минералним цементом. Екстракласти су неуобичајени, обично су праћени другим кластичним седиментима и указују на таложење у тектонски активном подручју или као део струје замућења.

### Муљ
Зрна већине кречњака уграђена су у матрицу карбонатног муља. Ово је типично највећи део древне карбонатне стене. Блато које се састоји од појединачних кристала дужине мање од 5 микрона описано је као микрит. У свежем карбонатном блату микрит су углавном мале иглице арагонита, које се могу таложити директно из морске воде, могу их излучивати алге, или могу бити произведене абразијом зрна карбоната у високоенергетском окружењу. Ово се претвара у калцит у року од неколико милиона година од таложења. Даљом рекристализацијом микрита настаје микроспар, са зрнима пречника 5 до 15 микрона.
Кречњак често садржи веће кристале калцита, величине од 0,02 до 0,1 mm, који су описани као спари калцит или спарит. Спарит се разликује од микрита по величини зрна од преко 20 микрона и зато што се спарит истиче испод ручног сочива или у танком пресеку као бели или провидни кристали. Спарит се од карбонатних зрна разликује по недостатку унутрашње структуре и својим карактеристичним кристалним облицима.
Геолози пажљиво разликују спарит депонован као цемент и спарит настао рекристализацијом зрна микритита или карбоната. Спаритни цемент се вероватно таложио у порама између зрна, што указује на високоенергетско окружење таложења које је уклањало карбонатно блато. Рекристализовани спарит није дијагностичко својство таложног окружења.

## Састав
Кречњаци могу настати на више начина: 
- као хемијски седименти,
- као органогени седименти, када настају уз активно учешће живих организама и најзад,
- као резултат механичког распадања и преталожавања раније створених кречњака.

Као хемијски талози стварају се и литографски шкриљци (криптокристаласти јасно услојени кречњаци), кречњаци соних лежишта и уз мање или веће учешће организама, спрудни алохтони кречњаци (директно излучивање карбоната из морске воде). Органогени кречњаци редовно садрже остатке фосила у чију љуштуру је уграђиван калцијум-карбонат. Име добијају према карактеристичном фосилу: цефалоподски, брахиоподски, рудистни, литотамнијски итд.

## Коришћење
Кречњак се користи за производњу креча који се користи као грађевински материјал.